# 利和威斯汀酒店
利和威斯汀酒店是中国廣東省中山市古鎮鎮的利和燈博中心的摩天大楼，建筑高度为305米，地上65层。该建筑为中山市的最高楼。

## 建造过程
2014年，开工建设，2017年封顶，2019年完成内装正式投入使用。

## 概况
截至2025年，该酒店拥有277间客房及25间套房，室内恒温泳池和一个健身中心，还有三家餐厅及一间大堂酒廊。